# Gotree
Gotree (nep. गोत्री) – gaun wikas samiti w zachodniej części Nepalu w strefie Seti w dystrykcie Bajura. Według nepalskiego spisu powszechnego z 2011 roku liczył on 1019 gospodarstw domowych i 6030 mieszkańców (3030 kobiet i 3000 mężczyzn).